# کاهکش
کاهکش ؛ روستایی در شهرستان سامان در استان چهارمحال و بختیاری می باشد.یکی از زیباترین روستاهای استان چهارمحال بختیاری به سبب مجاورت با رودخانه زاینده رود که دارای باغات بسیاری شامل: هلو، بادام، گردو وسایر میوه‌های سردسیری می باشد. فاصلهٔ این روستا از شهر سامان حدوداً ٥ کیلومتر است. گذشتن رودخانه زاینده رود از میان روستای کاهکش زیبایی بی مانند به این روستا بخشیده است.

## جمعیت
این روستا در دهستان سامان قرار دارد و براساس سرشماری مرکز آمار ایران در سال ۱۳۸۵، جمعیت آن ۷۷۳ نفر (۲۰۶خانوار) بوده‌است.